# 一ノ沢駅
一ノ沢駅（いちのさわえき）は、かつて樺太大泊郡千歳村に存在した鉄道省樺太東線の駅である。現在はロシア鉄道極東鉄道支社サハリン地域部のピェルヴァヤ・パーチ駅（ст. Первая Падь）である。「ピェルヴァヤ・パーチ」とはロシア語で「最初の谷」を意味する。

## 歴史
- 1909年（明治42年） - 南渓町駅 - 三ノ沢駅間線路付け替えにともない、新線上に開業。当時の駅名はペルワヤ＝パーチ。
- 1910年（明治43年）11月3日 - 1,067mm軌間に改軌。
- 1911年（明治44年）3月29日 - 一ノ沢駅に改称[1]。
- 1943年（昭和18年）4月1日 - 南樺太の内地化により、鉄道省（国有鉄道）に編入。
- 1945年（昭和20年）8月 - ソ連軍が南樺太へ侵攻、占領し、駅も含め全線がソ連軍に接収される。
- 1946年（昭和21年）
  - 2月1日 - 日本の国有鉄道の駅としては、書類上廃止。
  - 4月1日 - ソ連国鉄に編入。ロシア語駅名は「ピェルヴァヤ・パーチ」（「最初の谷」の意味）。

## 現在の駅構造
単式ホーム1面1線を有する地上駅。駅員無配置駅で、駅舎は設けられておらず直接ホームに入る構造である。

## 運行状況

### 1944年当時[2]
- 下りは、落合駅と敷香駅行きが各2本、上敷香駅行き、白浦駅行きと豊原駅行きが各1本であった。上りは大泊駅行き6本と大泊港駅が1本であった。

### 現在
- ピャーチ・ウグロフ - ユジノサハリンスク間の近郊列車（Д2系気動車列車、コルサコフ方面1本・ユジノサハリンスク方面2本）が平日のみ停車する。

## 隣の駅

### 1944年当時
鉄道省樺太鉄道局
樺太東線
楠渓町駅 - 一ノ沢駅 - （二ノ沢駅） - 三ノ沢駅

### 現在
ロシア鉄道極東鉄道支社サハリン地域部
コルサコフ-ノグリキ線
エレクトリーチカ（各駅停車）
スターリーヴァクサール駅 - ピェルヴァヤ・パーチ駅 - フタラーヤ・パーチ駅
※朝に運行される6017列車はエレクトリーチカであるが、当駅を通過する。